# Saint-Mard-sur-Auve
Saint-Mard-sur-Auve är en kommun i departementet Marne i regionen Grand Est (tidigare regionen Champagne-Ardenne) i nordöstra Frankrike. Kommunen ligger i kantonen Givry-en-Argonne som tillhör arrondissementet Sainte-Menehould. År 2022 hade Saint-Mard-sur-Auve 64 invånare.

## Befolkningsutveckling
Antalet invånare i kommunen Saint-Mard-sur-Auve
| Referens: INSEE |